# Прочеље
Прочеље је предња „главна“ фасада на грађевини (обично палати или цркви), на којој се налазе улазна врата и која је у прошлости богатије декорисана од осталих делова објекта. Данас се под фасадом подразумева свих пет страна грађевине и равномерно се обрађују и декоришу.
Прочеље у народном неимарству означава простор у дубини куће брвнаре, иза огњишта (огњиште се негде зове прочевље), према чеоном зиду. У прочељу је обично седео домаћин.